# Deutsche Fußballmeisterschaft 1922/23
Die sechzehnte deutsche Fußballmeisterschaft brachte dem Hamburger SV gegen den SC Union Oberschöneweide den Meistertitel, auf den man im Vorjahr noch verzichtet hatte.
In Westdeutschland wurde der sogenannte „neue Weg“ beschritten. Man hatte beschlossen, eine Ligasaison auf zwei Jahre zu verteilen, zudem sollte es nur alle vier Jahre einen Auf- und Abstieg geben. Der WSV hoffte dadurch, Emotionen und Aggressionen auf dem Spielfeld und auf den Zuschauerrängen zu dämpfen. Vorjahressieger Arminia Bielefeld konnte seinen Titel verteidigen und gewann das Finalspiel am 22. April 1923 in Essen mit 4:3 gegen TuRU Düsseldorf, nachdem man zur Halbzeit mit 1:3 hinten lag.
Das 100-jährige Jubiläum dieses Erfolges wurde von Arminia Bielefeld am 22. April 2023 im Spiel gegen Hannover 96 mit einem Sondertrikot gefeiert.
Zum ersten Mal nach dem Krieg nahm nunmehr auch der VfB Königsberg an der Endrunde teil. Nachdem man in den letzten drei Jahren den nordostdeutschen Meistertitel am grünen Tisch und zu spät errungen hatte, gelang den Königsbergern in diesem Jahr ohne Protest und insbesondere rechtzeitig der Titelgewinn.
Meister des ATSB wurde zum dritten Male der VfL Leipzig-Stötteritz, der damit den Hattrick schaffte. Die Deutsche Jugendkraft spielte in diesem Jahr erneut keinen Fußballmeister aus.

## Teilnehmer an der Endrunde
| Verein                     | Qualifiziert als                                       |
| VfB Königsberg             | Meister des Baltischen Rasensport-Verbandes            |
| Vereinigte Breslauer Spfr. | Vertreter des Südostdeutschen Fußballverbandes         |
| SC Union Oberschöneweide   | Meister des Verbandes Brandenburger Ballspielvereine   |
| SV Guts-Muts Dresden       | Meister des Verbandes Mitteldeutscher Ballspielvereine |
| Hamburger SV               | Meister des Norddeutschen Fußballverbandes             |
| 1. Bielefelder FC Arminia  | Vertreter des Westdeutschen Spielverbandes             |
| SpVgg Fürth                | Meister des Verbandes Süddeutscher Fußballvereine      |

## Viertelfinale
| Datum        |                           | Ergebnis             | !Stadion                                                           |
| ------------ | ------------------------- | -------------------- | ------------------------------------------------------------------ |
| 6. Mai 1923  | SpVgg Fürth               | 4:0 (1:0)            | Vgt. Breslauer Spfr. \|Nürnberg, Zabo                              |
| 6. Mai 1923  | 1. Bielefelder FC Arminia | 0:0 n. V.            | SC Union Oberschöneweide \|Bochum, Stadion an der Castroper Straße |
| 13. Mai 1923 | Hamburger SV              | 2:0 (1:0)            | SV Guts-Muts Dresden \|Altona, Altona 93-Stadion                   |
| 20. Mai 1923 | SC Union Oberschöneweide  | 2:1 n. V. (1:1, 0:0) | 1. Bielefelder FC Arminia \|Berlin, Deutsches Stadion              |
|              | VfB Königsberg            | Freilos              |                                                                    |

## Halbfinale
| Datum        |                          | Ergebnis  | !Stadion                                       |
| ------------ | ------------------------ | --------- | ---------------------------------------------- |
| 27. Mai 1923 | VfB Königsberg           | 2:3 (1:1) | Hamburger SV \|Stettin, Hans-Pelster-Kampfbahn |
| 27. Mai 1923 | SC Union Oberschöneweide | 2:1 (2:0) | SpVgg Fürth \|Halle (Saale), Stadion am Zoo    |

## Finale
| Hamburger SV                                         | Hamburger SV | SC Union Oberschöneweide | SC Union Oberschöneweide |
| ---------------------------------------------------- | --- | --- | ------------------------ |
| Hamburger SV                                         | \| Sonntag, 10. Juni 1923 in Berlin (Deutsches Stadion) \| \| Ergebnis: 3:0 (1:0) \| \| Zuschauer: 64.000 \| \| Schiedsrichter: Philipp Brucker (Stuttgart) \|                             | \| Sonntag, 10. Juni 1923 in Berlin (Deutsches Stadion) \| \| Ergebnis: 3:0 (1:0) \| \| Zuschauer: 64.000 \| \| Schiedsrichter: Philipp Brucker (Stuttgart) \|       | SC Union Oberschöneweide |
| Hamburger SV                                         | Hans Martens – Albert Beier, Marcel Speyer – Otto Carlsson, Asbjørn Halvorsen, Hans Krohn – Walter Kolzen, Ludwig Breuel, Otto Harder, Karl Schneider, Hans Rave Cheftrainer: A. W. Turner | Franz Müller – Erich Standke, Franz Klautzsch – August Hamann, Otto Splittgerber, Otto Martwig – Albert Dietz, Horst Franke, Hermann Lux, Max Franke, Willi Jachmann | SC Union Oberschöneweide |
| Hamburger SV                                         | 1:0 Harder (34.) 2:0 Breuel (70.) 3:0 Schneider (90.) | | SC Union Oberschöneweide |
| Sonntag, 10. Juni 1923 in Berlin (Deutsches Stadion) | | |                          |
| Ergebnis: 3:0 (1:0)                                  | | |                          |
| Zuschauer: 64.000                                    | | |                          |
| Schiedsrichter: Philipp Brucker (Stuttgart)          | | |                          |

## Torschützenliste
| Spieler | Spieler       | Verein                   | Spiele | Tore |
| ------- | ------------- | ------------------------ | ------ | ---- |
| 1.      | Otto Harder   | Hamburger SV             | 3      | 5    |
| 2.      | Andreas Franz | SpVgg Fürth              | 2      | 3    |
| 3.      | Willy Ascherl | SpVgg Fürth              | 2      | 2    |
| 4.      | Hermann Lux   | SC Union Oberschöneweide | 4      | 2    |